# Liste der Monuments historiques in Turckheim
Die Liste der Monuments historiques in Turckheim führt die Monuments historiques in der französischen Gemeinde Turckheim auf.

## Liste der Objekte
| Bezeichnung                            | Beschreibung                                                              | Standort                 | Kennzeichnung | Schutzstatus | Datum | Bild |
| -------------------------------------- | ------------------------------------------------------------------------- | ------------------------ | ------------- | ------------ | ----- | ---- |
| Kruzifix                               | mit Sockel; Holz, farbig gefasst und vergoldet, Ende des 18. Jahrhunderts | im Hôtel de Ville (Lage) | PM68001179    | Inscrit      | 1989  |      |
| Zweispitz eines Kirchenschweizers      | Filz, Silberdraht, Seide und Federn, 19. oder 20. Jahrhundert             | im Hôtel de Ville (Lage) | PM68001177    | Inscrit      | 1989  |      |
| Kruzifix                               | Holz, farbig gefasst und vergoldet, 18. Jahrhundert                       | im Hôtel de Ville (Lage) | PM68001178    | Inscrit      | 1989  |      |
| Zwei Büsten: Augustinus und Hieronymus | Holz, farbig gefasst, 18. Jahrhundert; derzeit in der Kirche Ste-Anne     | im Hôtel de Ville (Lage) | PM68001180    | Inscrit      | 1989  |      |
| Pietà                                  | Holz, farbig gefasst, um 1700; Christusfigur verloren                     | im Hôtel de Ville (Lage) | PM68000587    | Classé       | 1991  |      |